# Rivière Niyeutachun Kauchipischeyach
Rivière Niyeutachun Kauchipischeyach är ett vattendrag i Kanada.   Det ligger i provinsen Québec, i den östra delen av landet, 700 km norr om huvudstaden Ottawa.
I omgivningarna runt Rivière Niyeutachun Kauchipischeyach växer i huvudsak barrskog. Trakten runt Rivière Niyeutachun Kauchipischeyach är nära nog obefolkad, med mindre än två invånare per kvadratkilometer.